# Palli (Rõuge)
Palli is een plaats in de Estlandse gemeente Rõuge, provincie Võrumaa. De plaats heeft de status van dorp (Estisch: küla).
De plaats behoorde tot in oktober 2017 tot de gemeente Haanja. In die maand werd Haanja bij de gemeente Rõuge gevoegd.

## Bevolking
De ontwikkeling van het aantal inwoners blijkt uit het volgende staatje:
| Jaar            | 2000 | 2011 | 2021 |
| --------------- | ---- | ---- | ---- |
| Aantal inwoners | 18   | 11   | 8    |

## Ligging
De plaats ligt op iets meer dan een kilometer afstand van de grens met Letland. Op het grondgebied van Palli komen de beken Kivila oja en Kulbioja samen en komen ze 500 meter verderop gezamenlijk uit op de rivier Pärlijõgi.

## Geschiedenis
Palli werd voor het eerst genoemd in 1796 onder de naam Palli Tannil, een boerderij die onder het dorp Mustahamba (ten noordoosten van het huidige Palli) viel. Mustahamba viel op zijn beurt onder het landgoed Alt-Laitzen (Estisch: Vana-Laitsna, Lets: Veclaicene). In 1926 werd Palli voor het eerst genoemd als zelfstandig dorp. In 1977 werden de buurdorpen Pallisoo en Sumbi bij Palli gevoegd.